# Sophie Anderson (Schauspielerin)
Sophie Anderson ist eine britische Schauspielerin.

## Leben
Anderson gab ihr Schauspieldebüt 2010 in einer Nebenrolle im Film Honeymooner sowie in dem Kurzfilm The Peak and the Pit, in der sie die Hauptrolle der Emma übernahm. Im Folgejahr übernahm sie im Filmdrama Break My Fall mit der Rolle der Sally Sellout einer der Hauptrollen und wirkte in einer Episodenrolle als Debbie Shackleton in der Fernsehserie Doctors mit. Nächste Besetzungen hatte sie in einer Reihe von Kurzfilmen sowie einer Episode der Fernsehserie Casualty. Nach weiteren Besetzungen in Kurzfilmen und kleineren und größeren Rollen in Spielfilmen war sie 2017 in dem Film Duty of Care in der weiblichen Hauptrolle der Becky Williams zu sehen. 2019 war sie als psychisch labile Samantha in dem Science-Fiction-Film Invasion Planet Earth – Sie kommen! zu sehen, in dem sie von Außerirdischen entführt und dadurch geheilt wird. 2023 wirkte sie in den Filmproduktionen Kaleidoscope Man und Break My Fall: Redux mit.

## Filmografie (Auswahl)
- 2010: Honeymooner
- 2010: The Peak and the Pit (Kurzfilm)
- 2011: Break My Fall
- 2011: Doctors (Fernsehserie, Episode 13x102)
- 2011: Shake It Off (Kurzfilm)
- 2012: The Smoke (Kurzfilm)
- 2012: Casualty (Fernsehserie, Episode 27x11)
- 2012: Hard (Kurzfilm)
- 2013: Dirtymoney
- 2014: Night Bus
- 2014: For the Evening (Kurzfilm)
- 2015: Beyond Redemption (Kurzfilm)
- 2017: Duty of Care
- 2019: Invasion Planet Earth – Sie kommen! (Invasion Planet Earth)
- 2023: Kaleidoscope Man
- 2023: Break My Fall: Redux